# Charles Laplante
Pour l’article homonyme, voir Laplante.
Charles Laplante, né le 14 septembre 1837 à Sèvres, et mort le 16 juin 1903 à Paris 17e,, est un graveur sur bois et illustrateur français, un des principaux interprètes de Gustave Doré et des illustrateurs des éditions Hetzel et Hachette.

## Parcours
Laplante est élève de Jules Fagnion (1813–1866) et expose ses œuvres à partir de 1861. 
Il est le graveur des dessins d'Adrienne Faguet dans l'Histoire des plantes (1865) par Louis Figuier. 
Il devient un des graveurs de Gustave Doré et travaille pour les éditions Hetzel — notamment sur les romans de Jules Verne), avec Henri Théophile Hildibrand et Charles Barbant — ; il interprète les dessins de P. Philippoteaux — par exemple pour des livres d'Alphonse Daudet ou d'Erckmann-Chatrian —, mais aussi d'Émile Bayard, etc.
Armand Kohl est un élève de Jules Fagnion et de Charles Laplante.

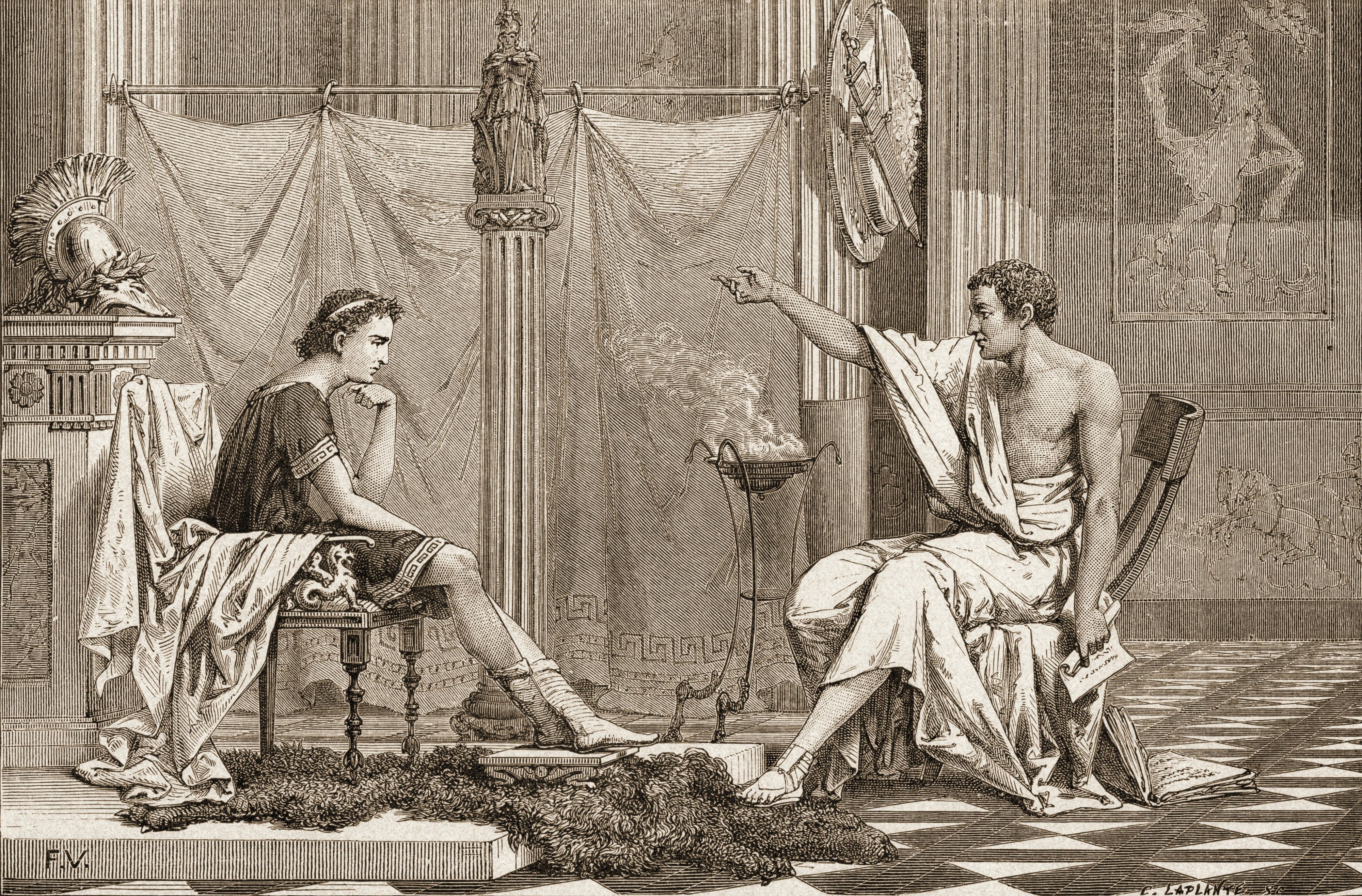
Éducation d'Alexandre par Aristote
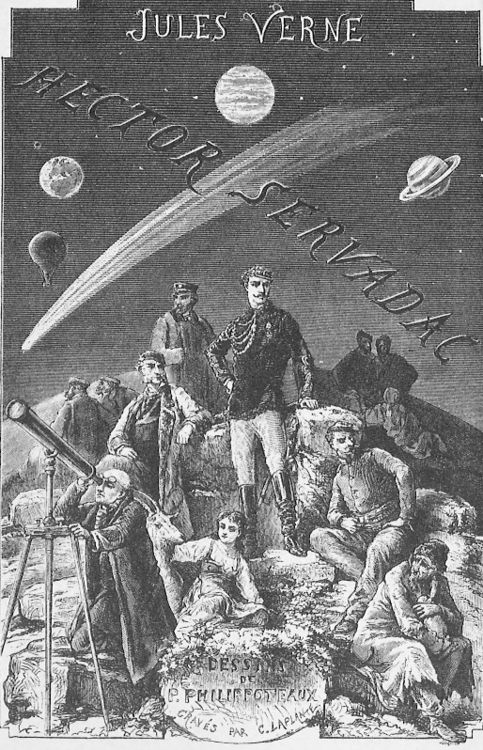
Jules Verne : Hector Servadac, d'après un dessin de Philippoteaux
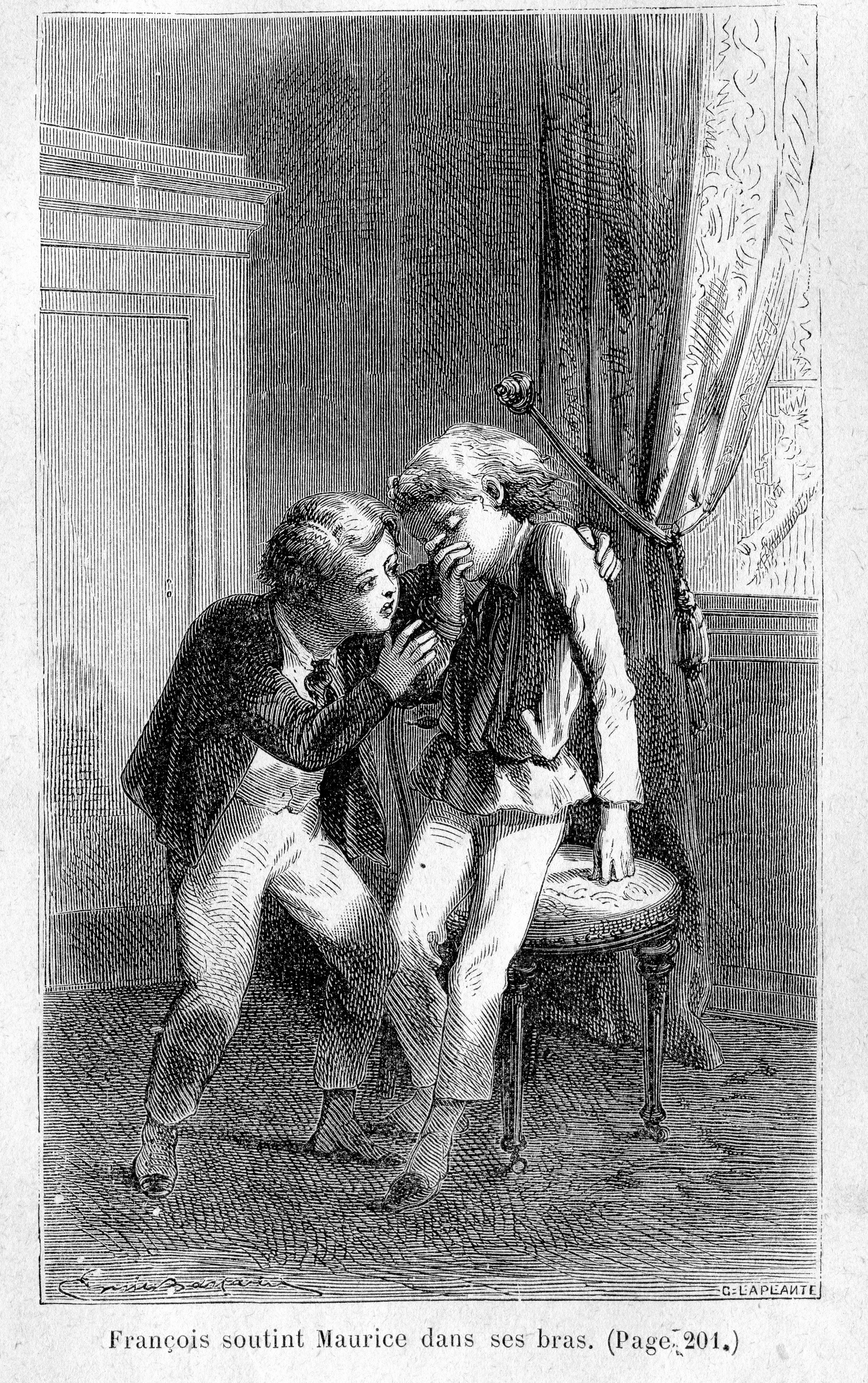
Comtesse de Ségur : François le bossu, d'après un dessin d'Émile Bayard